# Gundrska vas, Štalenska gora
Gundrska vas (nemško Gundersdorf) je naselje v občini Štalenska gora v okraju Celovec-dežela na osrednje-severem robu Celovškem polju na Koroškem v Avstriji.
Zgodovinsko najbolj pomembni dvorec je Grad Gundrska vas, ki je v osnovi koseškega izvora iz časov Karantanije, ki je pa vendar kot takšen mnogo mlajšega časa.

## Poimenovanje
Pavel Zdovc je zapisal rabo krajevnega imena kot sledi: Gúndrska vás (ú - â) pri Šenttomažu; nem. Gundersdorf; v Gúndrski vási, v Gúndrsko vás, iz Gúndrske vasi; kraj pogov. Gundršáni.

## Cerkvena ureditev
Gundrska vas pripada dvojezični dekaniji Tinje, ki je bila do leta 1938 slovenska (razen Otmanj, ki so bile dvojezične, nemško-slovenske) ter je sedaj uradno dvojezična, medtem ko je župnija Šenttomaž pri Celovcu, kateri pripada Gundrska vas, uradno le še nemška. 

## Domače narečje
Tu nekoč povsem domače slovensko narečje je (bila) ‘’poljanščina Celovškega polja’’, kot je bilo raziskovano v disertaciji leta 1973 in terminološko tako opredeljeno v okviru znanstveno-raziskovalnega dela na Enciklopediji slovenske kulturne zgodovine na Koroškem na osnovi novih raziskovanj o Celovškem polju samem. 
Domače narečje, hišna in ledinska imena, imena ljudi ter zgodovina kraja so zapisani v številnih literarnih delih domačina Bojana-Ilije Schnabl.
Nemščina oziroma nemško narečje je tu prisotno v obliki osrednjega koroškega nemškega narečja.

## Ledinska imena
V franciscejskem katastru so zapisana ledinska imena Stuck (na jugozahodu), Čilberško polje (Zeiselberger Feld) na zahodu ter Na Tamnah (na severu). Slednje je tudi osrednji siže literarne črtice domačega avtorja Bojan-Ilije Schnabla.

## Hišna imena
V zapisih slovenske Hranilnice in posojilnice Št. Tomaž iz Šenttomaža pri Celovcu so v Gundrski vasi kot člani zapisani 
- p.d. Frisacher (Friesacher) (Vincenc Kulle pd. Friesacher posestnik Gundrška vas (sic!) št. 2; Vinc. Kulle pd. Frisacher);
- Hafner (Česnik Mihael, posestnik pd. Hafner v Gundrški vasi);
- Štamec (Muck Helena pd. Štamec v Gundrški vasi).[17][18]

## Literatrna podoba
- Bojan-Ilija Schnabl: Tamnah, Na Tamnah – Temna gora: Zgodovinska črtica o imenu hriba nad Celovškim poljem. V: Koledar Mohorjeve družbe 2013. Celovec 2012, str. 134-137